# Blazed & Confused Tour
Blazed & Confused Tour ljetna je turneja Stephena Marleya. Na turneji su sudjelovali i Snoop Dogg, Slightly Stupid i Mickey Avalon.

## Datumi turneja
| Datum             | Grad             | Država            | Mjesto                          |
| ----------------- | ---------------- | ----------------- | ------------------------------- |
| 10. srpnja 2009.  | Primm            | Sjedinjene Države | Star of the Desert Arena        |
| 11. srpnja 2009.  | Irvine           | Sjedinjene Države | Verizon Wireless Amphitheatre   |
| 12. srpnja 2009.  | Santa Barbara    | Sjedinjene Države | Santa Barbara Bowl              |
| 14. srpnja 2009.  | Albuquerque      | Sjedinjene Države | Journal Pavilion                |
| 15. srpnja 2009.  | Denver           | Sjedinjene Države | Red Rocks Amphitheatre          |
| 17. srpnja 2009.  | Portland         | Sjedinjene Države | Memorial Coliseum               |
| 18. srpnja 2009.  | George           | Sjedinjene Države | The Gorge Amphitheatre          |
| 19. srpnja 2009.  | Boise            | Sjedinjene Države | Idaho Center Amphitheater       |
| 20. srpnja 2009.  | Salt Lake City   | Sjedinjene Države | USANA Amphitheatre              |
| 22. srpnja 2009.  | Vancouver        | Kanada            | Pacific Coliseum                |
| 24. srpnja 2009.  | Mountain View    | Sjedinjene Države | Shoreline Amphitheatre          |
| 25. srpnja 2009.  | San Diego        | Sjedinjene Države | Cricket Wireless Amphitheatre   |
| 30. srpnja 2009.  | Atlanta          | Sjedinjene Države | Masquerade Music Park           |
| 31. srpnja 2009.  | Saint Petersburg | Sjedinjene Države | Vinoy Park                      |
| 1. kolovoza 2009. | Miami            | Sjedinjene Države | Bicentennial Park               |
| 2. kolovoza 2009. | Saint Augustine  | Sjedinjene Države | St. Johns County Fairgrounds    |
| 5. kolovoza 2009. | Columbia         | Sjedinjene Države | Merriweather Post Pavilion      |
| 6. kolovoza 2009. | Holmdel          | Sjedinjene Države | PNC Bank Arts Center            |
| 7. kolovoza 2009. | Philadelphia     | Sjedinjene Države | Festival Pier at Penn’s Landing |
| 8. kolovoza 2009. | Boston           | Sjedinjene Države | Comcast Center                  |